# Jan Boży Krasicki
Jan Boży Krasicki herbu Rogala (ur. w 1704, zm. 26 września 1751) – kasztelan chełmski w latach 1737–1751, senator Rzeczypospolitej, właściciel dóbr Bachórza, Dubiecka, Malina, ojciec Ignacego Krasickiego – polskiego poety, pisarza i publicysty oświeceniowego.
Ojcem Jana Bożego Krasickiego był Karol Aleksander Krasicki herbu Rogala (zm. 1717) – rotmistrz królewski (od 1690), kasztelan chełmski (od 1707). Matką była Eleonora z Rzewuskich, zaś żoną została stolniczanka Anna Starzechowska. 
Był on ojcem sześciorga dzieci. Miał dwie córki; Brygidę Krasicką i NN Krasicką. Trzech synów obrało stan duchowny za sprawą rodziców wraz z najstarszym Ignacym Krasickim. Jedynie Antoni (1736–1800), młodszy o rok od Ignacego, nie obrał kariery duchownej.

## Źródła
- Kasper Niesiecki: Herbarz polski Kaspra Niesieckiego, S.J.: powiększony dodatkami z ... 1841.
- Kasper Niesiecki: Herbarz polski Kaspra Niesieckiego S.J. 1846, s. 309.